# Lieutenant Robinson Crusoé
Pour plus de détails, voir Fiche technique et Distribution.
Lieutenant Robinson Crusoé (Lt. Robin Crusoe, U.S.N.) est un film américain réalisé par Byron Paul, sorti en 1966.

## Synopsis
Lors d'un vol de routine pour l'US Navy, le lieutenant Robin Crusoe est contraint de déclencher l'éjection automatique de son F-8 Crusader au-dessus de l'océan Pacifique. Il dérive plusieurs jours et plusieurs nuits dans son canot de sauvetage avant d'échouer sur une île inhabitée. Il se construit un abri, fabrique des habits avec les matériaux disponibles et part à la découverte de l'île. Il découvre un sous-marin de la marine impériale japonaise abandonné et un chimpanzé astronaute nommé Floyd.
Grâce aux objets trouvés à bord du submersible, Crusoé et Floyd construisent un pavillon japonais, un parcours de golf et un système d'envoi de bouteille à la mer contenant des lettres pour sa fiancée. C'est alors qu'il découvre un des rares habitants de l'île : la belle Wednesday. Elle lui apprend qu'elle s'est enfuie pour éviter un mariage forcé imposé par son père le chef Tanamashu qui avait prévu de la sacrifier avec sa sœur au dieu Kaboona, dont l'immense statue est située sur l'île et avec laquelle Tanamashu communiquerait.
Le jour de l'arrivée du chef Tanamashu sur l'île, Crusoe utilise des objets du sous-marin pour le combattre, détruisant la statue à l'effigie de Kaboona. Après ce combat, les deux protagonistes font la paix... mais Crusoé refuse de se marier à Wednesday, ce qui provoque la colère des femmes de l'île. Alors qu'il est poursuivi par une horde de femmes sur les plages de l'île, un hélicoptère de l'US Navy l'aperçoit et part à son secours. Crusoé et Floyd sont secourus et emmenés sur un porte-avion, mais seul Floyd a droit aux honneurs.

## Fiche technique
- Titre original : Lt. Robin Crusoe, U.S.N.
- Titre français : Lieutenant Robinson Crusoé
- Réalisation : Byron Paul, assisté de Tom Leetch et Joseph L. McEveety (deuxième équipe)
- Scénario : Don DaGradi, Bill Walsh d'après une histoire de Retlaw Yensid[1]
- Musique : Robert F. Brunner
- Photographie : William E. Snyder
- Montage : Cotton Warburton
- Décors : Emile Kuri, Frank R. McKelvy
- Costumes : Bill Thomas (conception), Chuck Keehne, Neva Rames
- Production : Walt Disney, Ron Miller, Bill Walsh
- Société de production : Walt Disney Productions
- Société de distribution : Buena Vista Distribution Company
- Pays de production :  États-Unis
- Budget : $8 million[2]
- Format : Couleurs - 1,75:1 - Mono - 35 mm
- Genre : Aventures, Comédie
- Durée : 110 min
- Date de sortie :
  - États-Unis : 29 juin 1966

Sauf mention contraire, les informations proviennent des sources concordantes suivantes : Leonard Maltin et IMDb

## Distribution
- Dick Van Dyke (VF : Michel Roux) : Le lieutenant Robin Crusoe
- Nancy Kwan : Mercredi
- Akim Tamiroff (VF : Pierre Collet) : Tanamashu
- Arthur Malet : L'homme au parapluie
- Tyler McVey (VF : Fernand Fabre) : Le capitaine
- P.L. Renoudet : Le pilote
- Peter Duryea : Le copilote
- Nancy Hsueh : Une indigène
- John Dennis (VF : Jacques Ferrière) : Le chef d'équipe
- Richard Deacon (VF : Jean-François Laley) : La voix off du guide de survie

## Sorties cinéma
Sauf mention contraire, les informations suivantes sont issues de l'Internet Movie Database.
- États-Unis : 29 juin 1966	(première), 29 juillet 1966
- Royaume-Uni : 22 juillet 1966
- Suède : 27 janvier 1967
- Japon : 18 mars 1967
- Finlande : 28 avril 1967
- Espagne : 12 juin 1967
- Danemark : 22 juin 1967
- Allemagne de l'Ouest : 4 août 1967
- Autriche : septembre 1967
- Pays-Bas : 22 février 1968
- Mexique : 24 avril 1969

## Origine et production
Le scénario du film est basé sur une histoire écrite par Walt Disney sous le pseudonyme Retlaw Yensid, Walter Disney épelé à l'envers. Pour Leonard Maltin, le scénario de Disney a été conçu pour mettre en vedette Dick Van Dyke. Disney a confié la réalisation à Byron Paul, ami de longue date de Van Dyke.
Le film a été tourné en partie à San Diego et sur l'île de Kauai à Hawaï. Plusieurs scènes du lagon tropical ont été tournées au pied d'une colline artificielle des studios Disney à Burbank.

## Sortie et accueil
La première du film Lieutenant Robinson Crusoé a eu lieu le 29 juin 1966 sur le Kitty Hawk en présence de l'équipage seulement car l'armée américaine avait autorisé le tournage du film sur ce porte-avions. Le film est sorti en salle le mois suivant, le 29 juillet 1966 avec le moyen métrage Rodéo fantastique. Une adaptation en bande dessinée a été publiée en décembre 1974 dans le magazine Walt Disney Showcase.
Arthur Knight, fan de Van Dyke, écrit dans le Saturday Review qu'il n'y a pas de variété ni aucun piment dans son jeu d'acteur. Howard Thompson du New York Times considère que la plupart du film montre Van Dyke dans une forêt luxuriante, sans rien de drôle et qu'il recommande le film avec réserves pour les « très très » jeunes ou les fans de télévision qui pensent que Van Dyke ne peut pas se tromper.
Le film est ressorti en salles en 1974 et a été édité en vidéo en 1986.

## Analyse
Les critiques ont été assez négatives mais en raison de la popularité de Dick Van Dyke, le film a été un succès et a récolté plus de huit millions de dollars,. Pour Maltin, le scénario de Walt Disney sur un Robinson Crusoé moderne n'est pas assez étoffé et mériterait un épisode d'une heure d'une émission télévisée Disney. L'acteur Dick Van Dyke est, pour Maltin, plus à son aise dans des scènes entouré d'autres comédiens comiques avec de nombreux éléments, mais le film propose surtout des scènes en solo.
Lieutenant Robinson Crusoé fait partie des nombreux films scénarisés par Bill Walsh qui ont été des succès commerciaux profitables et populaires pour le studio dans les années 1960 aux côtés de Quelle vie de chien ! (1959), Monte là-d'ssus (1961), Après lui, le déluge (1963), Mary Poppins (1964) et L'Espion aux pattes de velours (1965).

## Adaptation en roman
- Le Lieutenant Robin Crusoé, publié en 1967 aux éditions Hachette dans la collection Bibliothèque verte[12].